# Wrota zakażenia
Wrota zakażenia – miejsce, przez które patogeny dostają się do organizmu. 
Może być to:
- uszkodzona skóra
- błona śluzowa górnych dróg oddechowych
- układ pokarmowy
- układ moczowo-płciowy.

Po wniknięciu do organizmu istnieje ryzyko namnożenia czynnika chorobotwórczego (na przykład wirusów) i rozsiew za pośrednictwem krwi do pozostałych narządów.

Przeczytaj ostrzeżenie dotyczące informacji medycznych i pokrewnych zamieszczonych w Wikipedii.